# Le Pavé de Chailly
Le Pavé de Chailly est un tableau de Claude Monet représentant une allée de la forêt de Fontainebleau. Le peintre le réalise vers 1865, après avoir pris ses distances avec l'académisme. Les différences de netteté des représentations et le choix des couleurs jouent un rôle important dans la construction de la perspective et la mise en valeur de la lumière.

## Contexte
Après avoir suivi les cours académiques de Gleyre, Monet décide de s'en éloigner au printemps 1863. Pour lui, il s'agit de mettre en application ses idées sur la représentation de la nature. Il s'installe avec Bazille à Chailly-en-Bière à la lisière de la forêt de Fontainebleau. Ils y feront plusieurs séjours jusqu'en 1865.

## Composition
La construction de la perspective est particulièrement soignée. Les lignes de fuite sont soulignées par une représentation très différenciées de la netteté des éléments, avec une approche similaire à celle de la photographie. L'œil est ainsi invité à suivre un trajet allant du tronc de l'arbre à droite vers le chemin à gauche puis le fond de l'allée. Les choix de couleurs complémentaires, comme le brun rouge et le vert, à droite, ou bien, le bleu violacé à proximité de l'orangé des feuillages, accentuent la mise en évidence de la lumière automnale. 

## Parcours
Entré dans une collection privée, le tableau est acquis par Étienne Moreau-Nélaton en 1898, qui en fait don en 1906 à l'État français. Il est affecté au Musée d'Orsay lors de son ouverture en 1986.

## Inspiration
Monet peint ensuite un tableau similaire (Le Pavé de Chailly dans la forêt de Fontainebleau), de plus grandes dimensions et représentant un contexte différent. Il est dans la collection d'Ordrupsgaard.

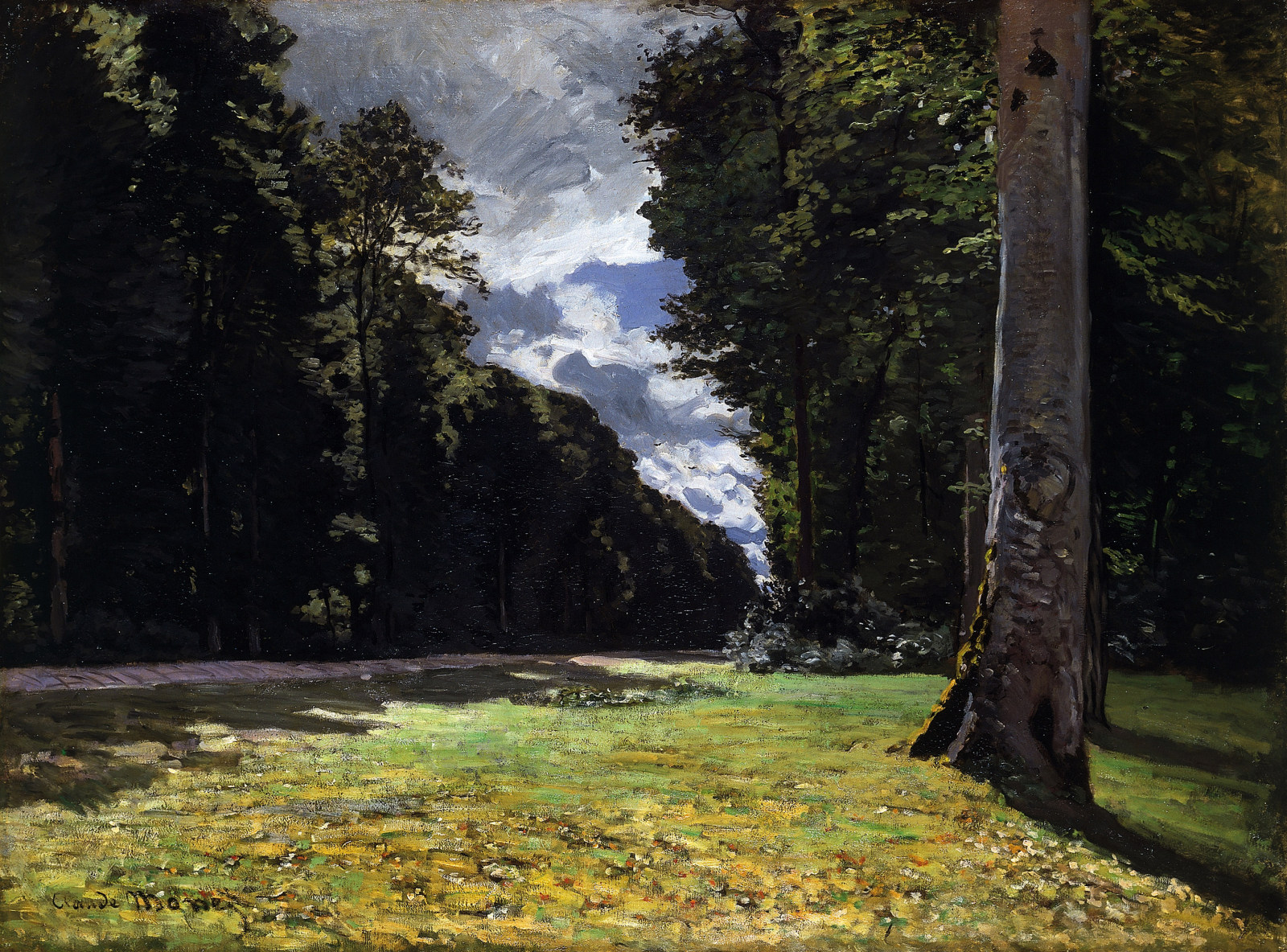
Le Pavé de Chailly dans la forêt de Fontainebleau, 97 x 130, Ordrupgaard, Charlottenlund